# Итэвон Класс
«Итэвон Класс» (кор. 이태원 클라쓰, Itaewon Keullasseu;  англ. Itaewon Class) — южнокорейский телесериал (дорама) с Пак Соджуном, Ким Дами, Ю Джэмёном и Квон Нарой. Основан на одноименном вебтуне. Является первым сериалом компании Showbox. Трансляция велась на канале JTBC с 31 января по 21 марта 2020 года. Также сериал доступен на платформе Netflix по всему миру. Сериал победил в категории «Лучший сериал» на 25-й церемонии премии Asian Television Awards.

## Сюжет
В результате несчастного случая, в результате которого погиб отец Пак Сэроя (Пак Соджун), парень попытался убить Чан Гынвона (Ан Бохён), сына основателя компании Jangga Group Чан Дэхи (Ю Джэмён). Он был заключен в тюрьму, а женщина, которую он любил, О Суа (Квон Нара), получила университетскую стипендию от Чан Дэхи и позже стала работать в его компании. После выхода из тюрьмы Пак Серой открывает компанию DanBam в сеульском районе Итхэвон, чтобы отомстить Jangga Group.

## В ролях

### Основной состав
- Пак Соджун — Пак Серой (кор. 박새로이)
- Ким Дами[англ.] — Чо Исо (кор. 조이서)
- Ю Джэмён[англ.] — Чан Дэхи (кор. 장대희)
- Квон Нара[англ.] — О Суа (кор. 오수아)

### Второстепенный состав
- Ан Бохён — Чан Гынвон

Старший сын Чан Дэхи и наследник компании Jangga Group.
- Ким Донхи[англ.] — Чан Гынсу

Внебрачный сын Чан Дэхи и младший брат Чан Гынвона.

### Приглашённые актёры
- Ан Сольбин[англ.] — одноклассница Пак Сероя[7]
- Сон Хёнджу — Пак Сунъёль

Отец Пак Сероя.
- Хон Сокчхон[англ.] — в роли самого себя

Знакомый Суа и телезвезда.
- Пак Погом — Прекрасный Шеф[10]

## Рейтинги
| № серии | Дата показа     | AGB Nielsen  | AGB Nielsen |
| № серии | Дата показа     | Национальный | Сеул        |
| ------- | --------------- | ------------ | ----------- |
| 1       | 31 января 2020  | 4.983%       | 5.283%      |
| 2       | 1 февраля 2020  | 5.330%       | 5.634%      |
| 3       | 7 февраля 2020  | 8.013%       | 8.253%      |
| 4       | 8 февраля 2020  | 9.382%       | 10.692%     |
| 5       | 14 февраля 2020 | 10.716%      | 11.986%     |
| 6       | 15 февраля 2020 | 11.608%      | 12.636%     |
| 7       | 21 февраля 2020 | 12.289%      | 13.215%     |
| 8       | 22 февраля 2020 | 12.562%      | 13.990%     |
| 9       | 28 февраля 2020 | 13.965%      | 14.903%     |
| 10      | 29 февраля 2020 | 14.760%      | 16.160%     |
| 11      | 6 марта 2020    | 13.798%      | 15.496%     |
| 12      | 7 марта 2020    | 13.398%      | 14.817%     |
| 13      | 13 марта 2020   | 13.101%      | 14.344%     |
| 14      | 14 марта 2020   | 14.197%      | 15.568%     |
| 15      | 20 марта 2020   | 14.661%      | 16.012%     |
| 16      | 21 марта 2020   | 16.548%      | 18.328%     |